# Svatá hora
Svatá hora är ett berg i Tjeckien. Det ligger i den centrala delen av landet, 150 km sydost om huvudstaden Prag. Toppen på Svatá hora är 680 meter över havet, eller 130 meter över den omgivande terrängen. Bredden vid basen är 11,3 km. Svatá hora ingår i Žďárské vrchy.
Terrängen runt Svatá hora är huvudsakligen platt. Runt Svatá hora är det ganska glesbefolkat, med 34 invånare per kvadratkilometer. Närmaste större samhälle är Velká Bíteš, 10,3 km sydost om Svatá hora. Trakten runt Svatá hora består till största delen av jordbruksmark.